# Ньюїнгтон (Нью-Гемпшир)
Ньюїнгтон (англ. Newington) — місто (англ. town) в США, в окрузі Рокінґгем штату Нью-Гемпшир. Населення — 811 особа (2020).

## Демографія
Згідно з переписом 2010 року, у місті мешкали 753 особи в 292 домогосподарствах у складі 211 родини. Було 322 помешкання
Расовий склад населення:
| - 96,3 % — білих - 1,3 % — азіатів - 0,5 % — чорних або афроамериканців - 0,1 % — корінних американців |

До двох чи більше рас належало 1,2 %. Частка іспаномовних становила 1,1 % від усіх жителів.
За віковим діапазоном населення розподілялося таким чином: 17,3 % — особи молодші 18 років, 66,8 % — особи у віці 18—64 років, 15,9 % — особи у віці 65 років та старші. Медіана віку мешканця становила 48,0 року. На 100 осіб жіночої статі у місті припадало 97,1 чоловіків;  на 100 жінок у віці від 18 років та старших — 96,5 чоловіків також старших 18 років.
Середній дохід на одне домашнє господарство  становив 116 611 долар США (медіана — 96 667), а середній дохід на одну сім'ю — 136 450 доларів (медіана — 112 708). Медіана доходів становила 72 917 доларів для чоловіків та 50 625 доларів для жінок. За межею бідності перебувало 2,8 % осіб, у тому числі 0,0 % дітей у віці до 18 років та 3,6 % осіб у віці 65 років та старших.
Цивільне працевлаштоване населення становило 517 осіб. Основні галузі зайнятості: роздрібна торгівля — 20,5 %, освіта, охорона здоров'я та соціальна допомога — 18,4 %, виробництво — 11,4 %, будівництво — 10,3 %.